# Aerobryidium
Aerobryidium, rod mahovnjača iz porodice Meteoriaceae, dio reda Hypnales.
Rod je opisan 1906. a tipična vrsta je A. filamentosum (Hook.) Fleisch., 1906. Na popisu je desetak vrsta

## Legitimne vrste
1. Aerobryidium auronitens (Hook. ex Schwägr.) Broth.
2. Aerobryidium crispifolium (Broth. & Geh.) M. Fleisch.
3. Aerobryidium filamentosum (Hook.) M. Fleisch.
4. Aerobryidium fuscescens E.B. Bartram

### Ostalo
1. Aerobryidium attenuatum (Thwaites & Mitt.) M. Fleisch.
2. Aerobryidium indicum D. Subram.
3. Aerobryidium laevisetum Dixon
4. Aerobryidium lanosulum (Müll. Hal.) M. Fleisch.
5. Aerobryidium laosiense (Broth. & Paris) S.H. Lin
6. Aerobryidium levieri (Renauld & Cardot) S.H. Lin
7. Aerobryidium longicuspis Broth.
8. Aerobryidium phymatodes (Besch.) Broth.
9. Aerobryidium punctulatum (Müll. Hal.) Dixon
10. Aerobryidium subpiligerum (Hampe) Cardot
11. Aerobryidium taiwanense Nog.
12. Aerobryidium wallichii (Brid.) C.C. Towns.